# Phthiracarus serrulatus
Phthiracarus serrulatus är en kvalsterart som beskrevs av Charles Christopher Parry 1979. Phthiracarus serrulatus ingår i släktet Phthiracarus och familjen Phthiracaridae. Inga underarter finns listade i Catalogue of Life.